# Norbert Gladis
Norbert Gladis (* 1. November 1956 in Wittenberg) ist ein deutscher Graphikdesigner, Maler und Plastiker in Weimar.

## Leben und Werk
Nach seiner 10-klassigen Schulzeit machte Gladis von 1973 bis 1975 eine Lehre als Gebrauchswerber. Von 1977 bis 1979 machte er sein Abitur an der Abendschule. Von 1979 bis 1981 absolvierte Gladis eine Lehre zum Schrift- und Graphikmaler und machte sich 1982 als Schriftmaler selbstständig. Im Jahre 1986 machte er seinen Abschluss als Meister des Schrift- und Graphikmalerhandwerks. Seit 1986 ist vor allem seine surrealistische Malerei im Thüringer Raum zu sehen. Er betätigt sich auch als Gemälderestaurator. Die Wandbilder von Siegfried Kötscher im Vereinshaus „Zur Linde“ in Ehringsdorf, wo der Ehringsdorfer Urmensch das Thema ist, wurden von Norbert Gladis restauriert. Seine Dauerausstellung in der Galerie escalier wurde 1997 eröffnet. Diese befindet sich in der Lisztstraße 11 in Weimar.

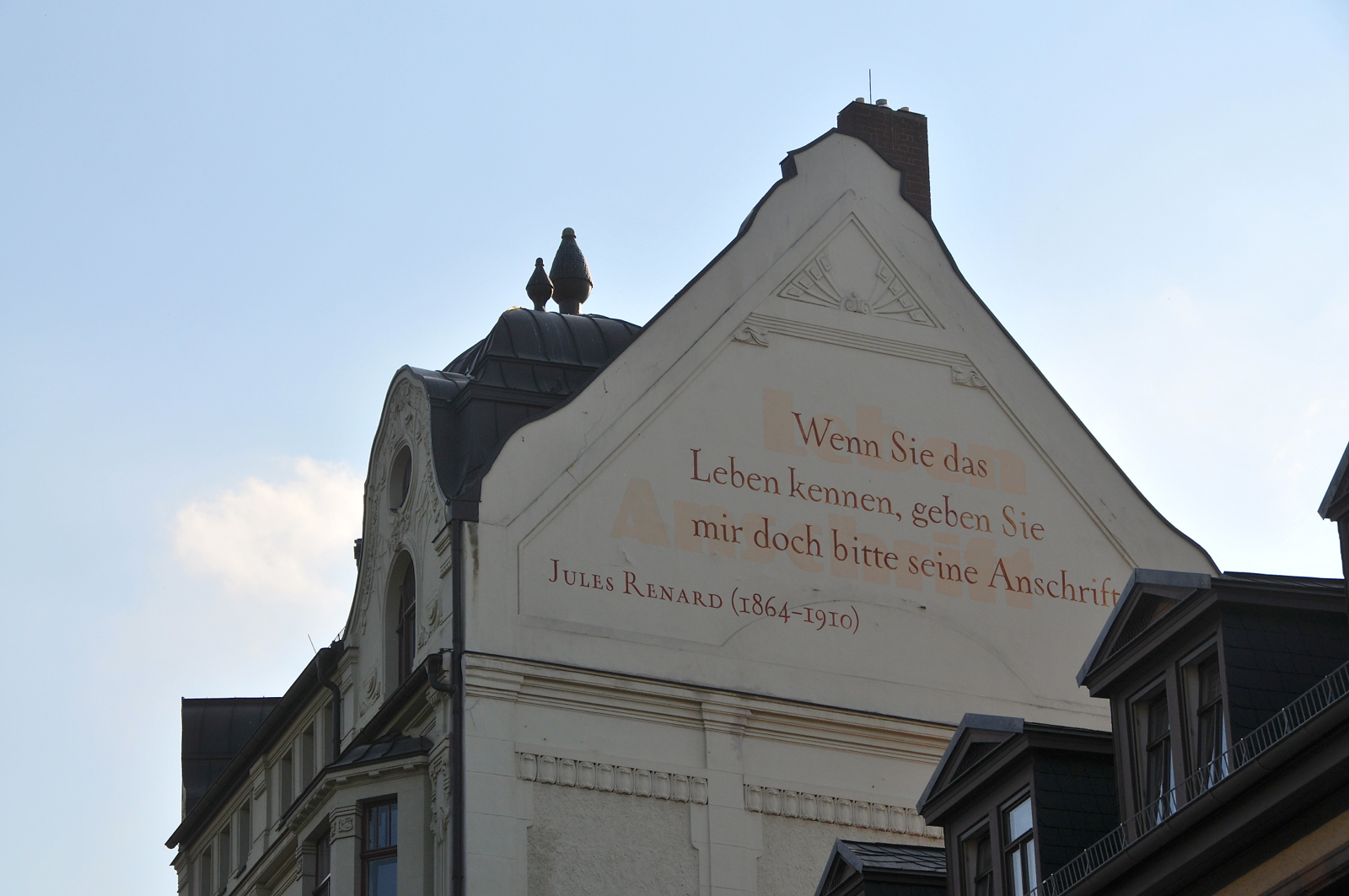
Zitat von Jules Renard am Hansa-Haus

In Weimars Stadtbild sind Giebelwände mit Zitaten präsent, die von Gladis dort angebracht wurden. Keineswegs sind an Giebeln von Weimars Innenstadt nur Zitate von Goethe zu finden wie am Frankeschen Hof, wenn sie auch zahlreich vertreten sind. Am Frauenplan am Hansa-Haus findet sich beispielsweise dieses:

„Wenn Sie das Leben kennen, geben Sie mir doch bitte seine Anschrift.“

## Ausstellungen (Auswahl)
(Quelle: Norbert Gladis)
- 1992: Bad Berka, Coudray-Haus (Museum für Lokalgeschichte in Bad Berka)
- 1993: Dessau, Bauhaus
- 1995: Kromsdorf, Schloß
- 1999: Bad Berka, Coudray-Haus
- 2006: Jessen, Schloss Jessen
- 2008: Bad Berka, Coudray-Haus
- 2010: Eisenberg, Schloß
- 2013: Phantastenmuseum Wien